# François Englert
François, baron Englert, né le 6 novembre 1932 à Etterbeek (Brabant), est un physicien théoricien belge. Il est professeur émérite à l'université libre de Bruxelles (ULB), où il est membre du service de physique théorique, dont il a été le codirecteur avec Robert Brout de 1980 à 1998. Ses principales contributions touchent à la physique des transitions de phase, physique des particules, à la théorie des cordes et à la cosmologie.
Il reçoit le 8 octobre 2013 le prix Nobel de physique, conjointement avec le Britannique Peter Higgs, pour ses travaux sur le mécanisme de Brout-Englert-Higgs, un élément clé du « modèle standard » de la physique des particules .

## Biographie

### Jeunesse
François Englert, né dans une famille juive belge d'origine polonaise, est un survivant de la Shoah. Il a été un enfant caché pendant toute la durée de la guerre, d'abord dans une famille belge, les époux Camille et Louise Jourdan à Lustin (aujourd'hui Profondeville), des Justes parmi les nations, dont il salue la bravoure. Il reconnaît que les attentions et l'amour de ses parents ont été déterminants et très importants pour lui. À partir de 1943, âgé de 10-11 ans, il fut, grâce notamment à l'abbé Louis Warnon, rescolarisé sous un faux nom au collège Notre-Dame de Bellevue, à Dinant.

### Cursus académique
François Englert effectue ses études primaires à Bruxelles et en garde un bon souvenir. Il est un bon élève et se souvient qu'il savait lire avant d'entrer à l'école primaire. 
Après la guerre, il fait ses études secondaires à l'Athénée royal de Koekelberg. Son professeur de mathématiques l'a particulièrement marqué et inspiré, contrairement au professeur de géographie dont il n'aimait pas les cours. Il trouvait que ses études étaient son affaire personnelle et il n'attendait pas ni n'aimait que ses parents s'en occupent. Une des conséquences est qu'il a signé lui-même ses bulletins, imitant la signature de son père qu'il a convaincu de le laisser poursuivre, lorsque celui-ci a voulu regarder les bulletins, pour que la supercherie ne soit pas découverte.
François Englert intègre ensuite, sur les conseils de son professeur de mathématiques, soucieux de lui procurer un avenir financièrement sûr, la faculté des sciences appliquées de l'Université libre de Bruxelles. Il obtient un diplôme d'ingénieur civil mécanicien et électricien à l'ULB en 1955. Il se rend compte rapidement qu'il aime mieux comprendre le fonctionnement des éléments plutôt que leur utilisation. Devenu assistant à la faculté des sciences appliquées, il entame des études de physique dont il ne suit pas les cours car il n'en a pas le temps, études qui le mènent à une licence de physique en 1957 et un doctorat l'année suivante. Il part ensuite pour l'université Cornell, aux États-Unis, où il est nommé associé de recherches en 1959 et professeur assistant l'année suivante. Il travaille alors sous la direction de Robert Brout, avec qui il collaborera toute sa vie.
En 1961, il revient à l'ULB où il est d'abord chargé de cours, puis professeur en 1964. Robert Brout l'y rejoint et tous deux sont à la tête du service de physique théorique qu'ils créent ensemble en 1980. Il accède à l'éméritat en 1998. Il est aussi « Sackler Professor by Special Appointment » à l'université de Tel Aviv.

### Principales réalisations
En collaboration avec Robert Brout, il propose, le 26 juin 1964, le mécanisme de Brout-Englert-Higgs pour expliquer la masse de particules élémentaires. Un tel mécanisme est proposé presque simultanément (le 31 août) par Peter Higgs, au nom duquel est également associé le boson de Higgs, aussi appelé « boson de Brout-Englert-Higgs ».
Le nom de François Englert est également lié au modèle de l'inflation cosmique, une phase d'expansion accélérée qu'aurait connue l'Univers très tôt dans son histoire et qui permet d'expliquer pourquoi celui-ci est homogène et isotrope à grande échelle, conformément à ce qui est observé. Si Englert n'est certes pas associé à la mise en évidence explicite des avantages de ce scénario (dont la paternité est attribuée, entre autres, à Alan Guth en 1980), il a auparavant proposé, toujours avec Robert Brout ainsi que Edgard Gunzig, que des fluctuations quantiques macroscopiques puissent être à l'origine de la création d'espace comme c'est le cas lors d'une phase d'inflation.

## Distinctions
François Englert a reçu une multitude de distinctions dans sa vie, dont le prix Nobel de physique.

### Titre de noblesse
Le 24 octobre 2014, il obtint concession de noblesse héréditaire avec le titre personnel de baron.

### Prix et récompenses
- 1978 : Premier prix de l'International Gravity Contest, de la Gravity Research Foundation (en)[11].
- 1982 : Prix Francqui dans la catégorie Physique théorique[12]
- 1997 : High Energy and Particle Physics Prize (en) l'European Physical Society, avec Robert Brout et Peter Higgs[13],
- 2004 : Prix Wolf de physique avec Robert Brout et Peter Higgs, pour l'hypothèse du boson de Higgs, dont la détection fut l'enjeu majeur de la recherche en physique des particules en 2008[14]
- 2010 : Prix Sakurai de la Société américaine de physique, dans la catégorie Physique théorique des particules avec Robert Brout,  Peter Higgs, Gerald Guralnik, Carl Richard Hagen et T. W. B. Kibble[15]
- 2013 : Prix Nobel de physique avec Peter Higgs[16]
- 2013 : Prix Princesse des Asturies avec Peter Higgs et le CERN[17]

### Décorations
- Grand-croix de l'ordre de Léopold II
- Commandeur de l'ordre du Mérite wallon[18]

### Honneurs
La sphère de base de l’Atomium à Bruxelles est nommé « Sphère François Englert ».
Il a obtenu plusieurs Doctorats honoris causa : 
- Université de Mons ( Belgique)[19] ;
- Université Blaise-Pascal ( France, 12 novembre 2013)[20] ;
- Université normale de la Chine de l'Est ( Chine, 21 juin 2014)[21] ;
- Université de Pékin ( Chine, 21 juin 2014) ;
- Université d'Édimbourg ( Royaume-Uni, 28 juin 2014) [22] ;
- Université Bar-Ilan ( Israël, 6 février 2015)[23].